# رزین (خداآفرین)
ارزین یکی از روستاهای استان آذربایجان شرقی است که در دهستان منجوان غربی بخش منجوان شهرستان خداآفرین واقع شده است.
جمعیت روستا ۵۰ هست ولی سال‌ها پیش ۷۰ خانوار در آن حضور داشته اند.
معنی نام این روستا ار(ər) به معنای مرد زین(zin) نشانه جمع که در کل ərzin (ارزین) به معنای مردان و ارزین کندی (Ərzin kəndi) به معنای سرزمین مردان است.